# Affalterbach
Affalterbach é um município da Alemanha, no distrito de Ludwigsburg, na região administrativa de Estugarda, estado de Baden-Württemberg..
Tem 10,15 km² de area e 4625 habitantes (2005)